# فراری (فیلم ۱۳۹۴)
فِراری فیلمی به کارگردانی علیرضا داوودنژاد، نویسندگی کامبوزیا پرتوی و تهیه‌کنندگی جهانگیر کوثری و تولید سال ۱۳۹۴ است و در سی و پنجمین دورهٔ جشنوارهٔ فیلم فجر در سال ۱۳۹۵ به نمایش درآمد.
این فیلم در تاریخ ۲۳ اسفند ۱۳۹۶ در سینماهای کشور اکران شده‌است.

## خلاصه داستان
این فیلم دربارهٔ دختری است با بازی ترلان پروانه که از شهرستان به تهران می‌آید و تلاش می‌کند تا با خودروی «فِراری» چندین میلیاردی، عکس یادگاری بگیرد. او چون جایی را ندارد شب‌ها را در بیمارستان‌ها و مکان‌های عمومی میگذراند. در این حین بامردی مسافرکش با بازی محسن تنابنده، آشنا می‌شود. راننده پس از شنیدن داستان دختر قصد کمک و نصیحت دختر را دارد و در این میان حوادثی نیز اتفاق می افتد.

## بازیگران

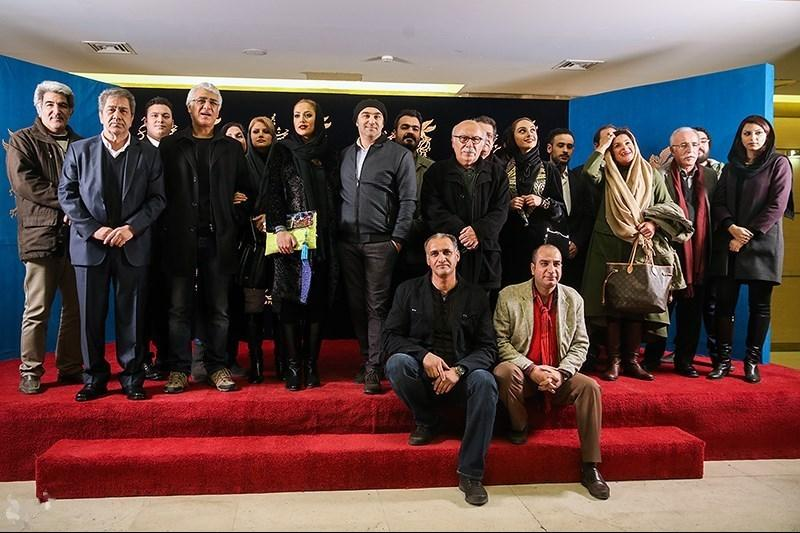
عوامل فیلم فراری در سی و پنجمین دوره جشنواره فیلم فجر

| بازیگر            | نقش        |
| محسن تنابنده      | نادر       |
| ترلان پروانه      | گلنار      |
| سیامک صفری        | فرید       |
| محمدرضا داوودنژاد | بکتاش      |
| سیما تیرانداز     | محترم خانم |
| رضا داوودنژاد     | سجاد       |

## جوایز
| بخش                       | نامزد            | نتیجه | جایزه        |
| ------------------------- | ---------------- | ----- | ------------ |
| بهترین فیلم               | جهانگیر کوثری    | نامزد | سیمرغ بلورین |
| بهترین کارگردانی          | علیرضا داوودنژاد | نامزد | سیمرغ بلورین |
| بهترین فیلمنامه           | کامبوزیا پرتوی   | برنده | سیمرغ بلورین |
| بهترین بازیگر نقش اول مرد | محسن تنابنده     | برنده | سیمرغ بلورین |
| بهترین تدوین              | حسن حسندوست      | نامزد | سیمرغ بلورین |
| بهترین صدا برداری         | پرویز آبنار      | برنده | سیمرغ بلورین |
| بهترین صداگذاری           | پرویز آبنار      | نامزد | سیمرغ بلورین |
| بهترین موسیقی متن         | یحیی سپهری شکیب  | نامزد | سیمرغ بلورین |
| جایزه ویژه هیئت داوران    | علیرضا داوودنژاد | برنده | سیمرغ بلورین |

- برنده تندیس بهترین بازیگر مرد برای محسن تنابنده از جشنوارهٔ بین‌المللی فیلم شهر (بخش بین‌الملل) (۱۳۹۶)
- برنده تندیس کلوزآپ و لوح تقدیر بهترین بازیگر مرد برای محسن تنابنده از جشنوارهٔ فیلم شید (۱۳۹۶)